# كمال ترباس
كمال ترباس مطرب وملحن سوداني بارز ساهم في تجديد فن الغناء الشعبي بالسودان وتطويره بإدخال الجوق في آداء الأغنية وإعادة استخدام الآلات الموسيقية المختلفة وأولى أهمية كبيرة على النص الغنائي في أعماله وعُرف عنه اهتمامه الشديد بالمظهر العام للفنان.

## النشأة والميلاد
ولد كمال إبراهيم سليمان، الملقب بكمال ترباس في حي سيد المكي بإم درمان بالسودان وسط بيئة سكنية ضمت زعماء سياسيين سودانيين من بينهم إسماعيل الأزهري وعبد الله خليل وعبد الخالق محجوب وفنانين منهم محمد أحمد سرور.

## التعليم
بدأ كمال تعليمه الدراسي في الخلوة حيث تعلم مبادئ الشعائر الدينية الإسلامية وحفظ بعض سور القرآن أسوة بالعديد من غيره من بني جيله، ثم التحق بمدرسة الهداية الأولية فمدرسة الشيخ الطاهر الشلبي. وعمل بمهنة النجارة منذ السنوات الأولى لصباه فأجاد العمل فيها وأظهر مهارة في تركيب أقفال أبواب الدور أو الغرف مما أطلق عليه لقب «ترباس» (أي قفل بالعامية السودانية). وعُرف عنه منذ صغره ولعه بالموسيقى والغناء على حساب مواد الدراسية الأخرى، حتى أن مدير مدرسته بالمرحلة الابتدائية خالد أبو الروس الكاتب المسرحي الشهير فيما بعد، نصحه بالإستمرار في مجال الغناء قائلا له: «إنت ما ح تبقى إلا فنان».
إنتقل ترباس إلى مدينة كسلا بشرق السودان وهناك بدأت تظهر معالم موهبته بوضوح في فن الطرب والغناء. 

## مسيرته الفنية
بدأ كمال ترباس حياته الفنية بالمشاركة في الأنشطة الموسيقية والغنائية في نادي دار فلاح بإم درمان لتطوير الأغنية الشعبية، فتعلم كيفية حفظ القصائد الغنائية ووضع الألحان لها. وكان يجالس شعراء مثل محمد بشير عتيق و (محمد حسن حدباي) الذين أشاروا إليه بأن يدخل عالم الفن بتأليف مجموعة من الأعمال الغنائية الخاصة به بدلاً من الإستمرار في ترديد أغنيات من سبقه من كبار الفنانين. وأدرك ترباس بأن الطريق إلى ذلك الإتجاه يمر عبر الإذاعة السودانية وبالتحديد لجنة النصوص فيها والتي لا بد من أن تجيز صوته أولاً حتى يمكن له تسجيل أغنياته  بإستديوهات الإذاعة والتلغزيون وبثها على موجات الأثير. فحاول عرض أعماله على اللجنة ولكنها قوبلت بالرفض أكثر من مرة بذريعة صغر سنه في ذلك الوقت.
 وواصل ترباس تقديم أعماله للجنة دون توقف حتى أفلح عام 1967 في إقناع اللجنة بأن تجيز صوته وكانت أغنية «عيني ما تبكي» أول أغنية سجلها للإذاعة. وتوالت بعض ذلك أغنياته التي لاقت نجاحا مثل أغالب دمعي واتصبر، وما تهتمو للأيام، والملاك، وجاي تفتش الماضي واغنية «أنت المهم» للشاعر عبد العال السيدالتي حازت على إعجاب قطاع كبير من الجمهور وحصلت على لقب أفضل أغنية سودانية لعام 2009 م، وتصدرت سباق الإغنيات في السودان لبضع سنوات متتالية.
وغيرها. وكانت إلحان أغنية «نطق الاسم» أولى أعماله في مجال التلحين. تأثر ترباس في أعماله الفنية بأولاد شمبات وأولاد الموردة وبادي محمد الطيب وعبد الكريم عبد الله وخلف الله حمد.
عُرف عنه أيضا اهتمامه بالمظهر العام للفنان وحرصه على الظهور هو وأعضاء فريقه الموسيقي بشكل أنيق، فهو في الغالب يرتدي الزي الشعبي لأهل السودان الجلابية ويضع فوقها العباءة ويضع على رأسه عمامة كبيرة ناصعة البياض ذات أمتار تسعة اشتهر بها في الاوساط الفنية والصحفية ووسط جمهوره حتى صارت معلما يميزه عن غيره من الفنانين. قال عنها ترباس نفسه «إنها تميزه عن غيره فحتى في جواز سفره تم استثناءه ليتصور بعمامته».

## دوره في تطوير الأغنية السودانية
يشكل النص الغنائي عنصرا مهما في الأعمال الموسيقية للفنان ترباس الذي يميل دائماً إلى اختيار الكلمة ذات الأثر البليغ على جمهور مستمعيه ويشكل مدى جمالية الكلمة الأساس في عملية اختياره لأغنياته الجديدة. ولذلك فهو - وعلى نقيض الكثير من المطربين السودانيين - لا يحصر نصوص أغنياته على أعمال شاعر واحد معين بل يتعامل مع عدد كبير من الشعراء. فإلى جانب تعامله مع شعراء سودانيين بارزين أمثال السر أحمد قدور والتجاني حاج موسى، يغني أيضا لشعراء آخرين جدد أو شعراء قليلو الشهرة حتى بلغ مجمل من تعامل معهم أكثر من المئة شاعرا وتشمل القائمة الطويلة لشعراء أغنيته: أشرف سيد الحسين، وحكمت يس، وعلي الكوباني، أشرف سيد أحمد الكاردينال، وأزهري عوض الكريم، وعوض جبريل وعلى المساح وغيرهم.
وعُرف عن ترباس عبر مسيرته الفنية الممتدة لأكثر من أربعين عاما، تجديده لاسلوب موسيقاه وتطوير ألحانها فتحول بالتدريج من الغناء الشعبي التقليدي المتعارف ععليه إلى ما يمكن وصفه بغناء شعبي حديث أو مجدد
فأدخل نظام الغناء المتداخل بين آداء الجوقة وآداء المغني المنفرد. هذا اللون الفريد من التفاعل الانسيابي بين طرفي آداء القطعة الغنائية خاصة في مطلعها أمر جديد لم تعرفه أغاني الحقيبة من قبل. كذلك أعاد ترباس إدخال الآلات الموسيقية المختلفة في صدر الأغنية الشعبية مقتفياً بذلك أثر كبار فناني أغاني الحقيبة الذين تتلمذ على يدهم. ففى نهاية عشرينات القرن الماضي أدخل محمد أحمد سرور آلات موسيقية متباينة لكنها ظلت في عصره محدودة كالكمان والأكورديون. وأدخل خليل فرح آلة البيانو خاصة في أعماله التي سجلها في شركات أوديون وميشيان الأرمني بالقاهرة. 
وتتنقل وتيرة معظم إيقاعات أغنيات ترباس ووتيرة الميلودي فيها من الخفيف الراقص إلى الثقيل المقعّد. ويظل إيقاع التمتم هو الإيقاع الذي يستحوذ على السواد الأعظم من أغنياته ومن بينها أغنية «الله يسلمك أمي». لكنه أيضا أدخل ايقاع الكراتش كما في أغنية «طبيعة الدنيا». وقد أدى هذا الأسلوب إلى جعل أغاني الحقيبة التقليدية أكثر سلاسة وانسيابياً حسب رأي بعض نقاد الأغنية السودانية. «بالتنقل من أغنيات وقعت في الأساس على أيقاع الرق والبنقز إلى حيز الهارموني ودرجات السلم الموسيقي الدقيقة صارت (الأغنية الشعبية بالسودان) سهلة السماع للصغير والكبير».

## نشاطه النقابي
يترأس ترباس اتحاد فن الغناء الشعبي الذي تأسس عام 1964، وانبثقت عنه دار فلاح في عام 1968 لتعليم الفنانين المبتدئين والواعدين على أساليب موسيقى فن الغناء الشعبي وتدريبهم عليها

## أعماله الخيرية
عُرف ترباس أيضا بأعماله الخيرية كالإنفاق على مصاريف عائلات فقيرة كثيرة وتمويل تعليم المحتاجين من الطلاب والطالبات دون أن تربطهم به أية صلة ورعايته لعدد من دور العجزة والأيتام والجمعيات الخيرية بالسودان.

## أغنياته
- عشان بريدك
- الله يسلمك أمي
- الصبيان جرو
- أبوي
- عيني ما تبكي
- اظلم من ظلم
- وليد دارفور
- الماضي
- قبل ميعادنا
- عز الجمر
- النيل والقمر
- يا ريت
- الشبه باين
- ملك الحواس
- يا نسيم
- ما بنمشي لناس ما بجونا
- في جمالك
- قصة ريد